# Enrico Morselli
Enrico Morselli (Módena, 17 de julho de 1852 – Gênova, 18 de fevereiro de 1929) foi um médico psiquiatra e parapsicólogo italiano. Foi um ativo promotor da escola positivista italiana de neuropsiquiatria.

## Biografia
Dirigiu o manicómio de Macerata e, em seguida, as clínicas psiquiátricas das universidades de Turim e de Gênova. Foi particularmente ativo no campo da imprensa, participando da fundação de alguns periódicos no campo das Ciências em seu país, tais como a Rivista sperimentale di freniatria, a Rivista di filosofia scientifica, Rivista di patologia nervosa e mentale.
Durante muito tempo, foi um cético acerca dos fenômenos psíquicos, tendo publicado várias obras visando desmistificá-los diante da comunidade académica, tais como "Il magnetismo, la fascinazione e gli stati ipnotici" (1886) e "I fenomeni telepatici e le allucinazioni veridiche" (1897).
Após o seu encontro com médium italiana Eusapia Paladino, com quem realizou trinta sessões de materialização de espíritos nos períodos de 1901-1902 e 1906-1907, acabou por convencer-se da realidade dos fenómenos, tendo declarado a sua mudança de pensamento
"A questão do Espiritismo foi discutida por mais de cinqüenta anos, e embora ninguém possa prever neste momento quando isso vai ser resolvido, todos são acordados em atribuir a ela uma grande importância entre os problemas que deixou como legado pelo século XIX para o XX. Se durante muitos anos a ciência acadêmica desvalorizou toda a categoria de fatos que o Espiritismo trouxe para formar os elementos de seu sistema doutrinário, tanto pior para a ciência. E pior ainda para os cientistas que ficaram surdos e cegos diante de todos a afirmação, não de sectários crédulos, mas de graves e dignos observadores como Crookes, Lodge e Richet. Eu não me envergonho de dizer que eu próprio, na medida do meu modesto poder, tinha contribuído para esse ceticismo obstinado, até ao dia em que estava habilitado para quebrar as cadeias em que os meus preconceitos absolutistas tinham ligado meu julgamento."
Os resultados da sua pesquisa foram publicados na obra "Psicologia e Espiritismo", em dois volumes (Turim, 1908)

## Obra
- 1908 - "Psicologia e Espiritismo"
- 1926 - "Manuale di semiotica delle malattie mentali"